# 1499

## Esdeveniments
Països Catalans
Resta del món
- Suïssa: Guerra de Suàbia. Suïssa s'independitza del Sacre Imperi Romanogermànic mitjançant el tractat de Basilea.[1]

## Naixements
Països Catalans
Resta del món
- Stuttgart: Martin Cellarius, humanista i teòleg.
- 3 de setembre, Saint-Vallier (Droma), Regne de França: Diana de Poitiers, dama de la noblesa francesa.[2]

## Necrològiques
Països Catalans
Resta del món
- Brescia: Laura Cereta, humanista, escriptora i feminista (n. 1469).